# Rhopalopterum platythorax
Rhopalopterum platythorax är en tvåvingeart som först beskrevs av Nartshuk 1958.  Rhopalopterum platythorax ingår i släktet Rhopalopterum och familjen fritflugor. Arten har ej påträffats i Sverige. Inga underarter finns listade i Catalogue of Life.